# 拉德芳斯站
拉德芳斯站，是法国的一个铁路车站，位于法国首都巴黎西部的皮托境内。

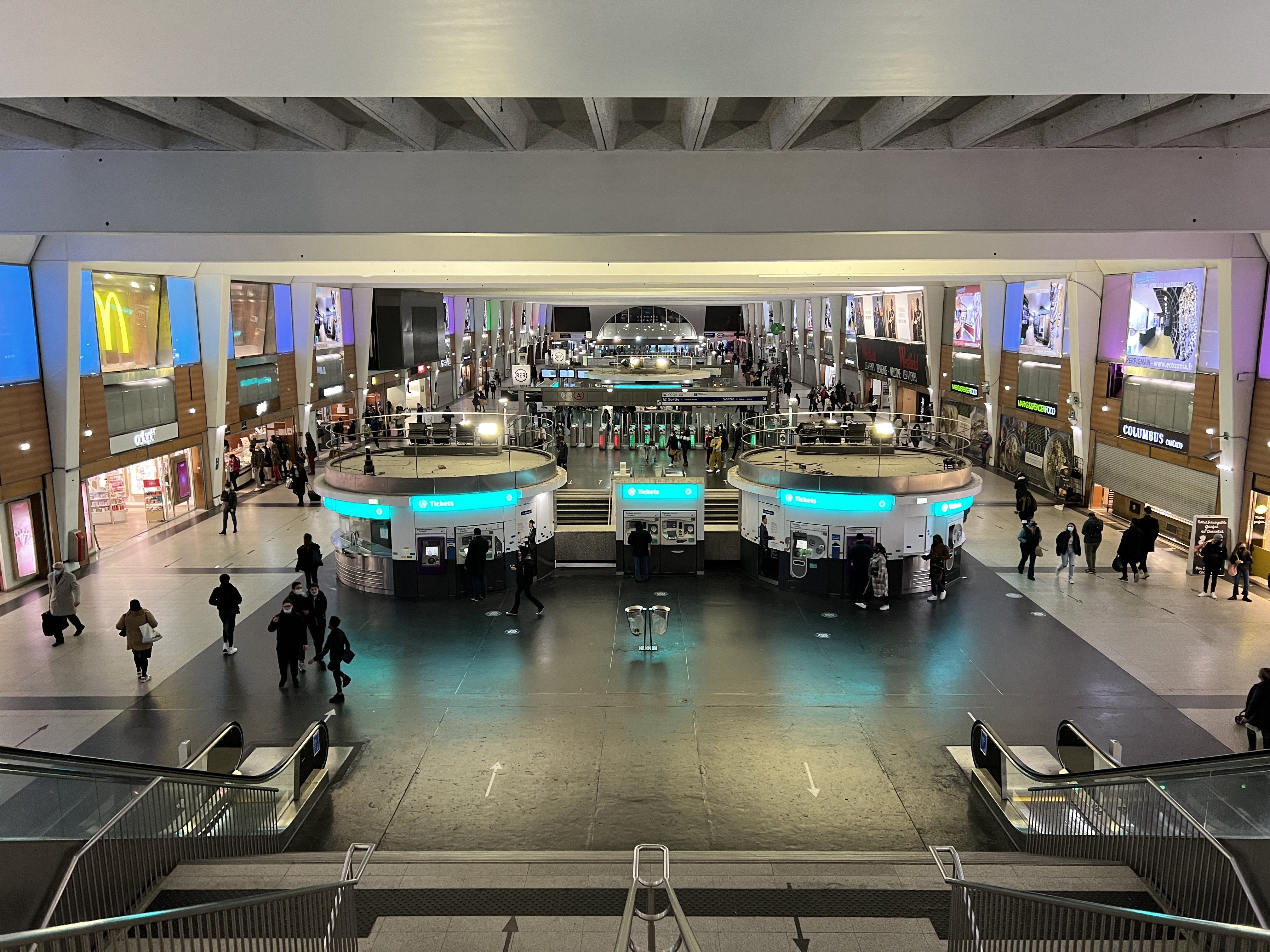
車站大廳 (2022年1月)

## 站名
拉德芳斯站因紧邻拉德芳斯商务区而得名。而大区快铁A线对应的站点曾名为“拉德芳斯-大拱门站”（法語：Gare de la Défense - Grande Arche），现仍在站牌上保留注释。

## 历史
拉德芳斯站建于二战以后，但事实上，经过拉德芳斯的巴黎－凡尔赛铁路早在1839年就已开通运营，但由于彼时拉德芳斯尚未成为人口稠密地区而没有设站。1959年4月，因拉德芳斯举办一场国际花展，铁路部门才临时在拉德芳斯附近搭建了一个简易的站台，直到1970年才成为一个正式的车站，并成为了大区快铁A线西段的起点。1976年，车站扩建并大致形成了现有的规模。

## 设施
拉德芳斯站大致可分为三层：地面层为南北走向，包括Transilien的L线和U线，以及有轨电车2号线的站台，车站东侧为下沉式的商业中心；负一层为东西走向，停靠巴黎地铁1号线；负二层为东西走向，停靠大区快铁A线。每一层之间均有自动扶梯连接，其中大区快铁A线西侧有升降梯可直通地面层的站台。

## 停靠线路
以下列车线路在拉德芳斯站停靠：
| 拉德芳斯站列车线路表       |                          |           |                    |                           |
| 起点                       | 上一站                   | 线路      | 下一站             | 终点                      |
| 圣日耳曼昂莱/吕埃-马尔迈松 | 楠泰尔省府               | [T] · (A) | 夏爾·戴高樂-星形   | 布瓦西圣莱热              |
| 塞尔吉高地/普瓦西/拉德芳斯 | 楠泰尔省府/（起点）      | [T] · (A) | 夏爾·戴高樂-星形   | 托尔西/马恩拉瓦莱-谢西    |
| 巴黎圣拉扎尔               | 圣拉扎尔/阿涅尔/库尔伯瓦 | [T] · [L] | 皮托/叙雷讷/圣克卢 | 凡尔赛右岸/圣农拉布勒泰什 |
| （起点）                   | （起点）                 | [T] · [U] | 皮托               | 拉韦里耶尔                |

## 配套交通

### 长途客车
| 停靠拉德芳斯站的大巴车              |                                            |                                                                              |
| 上下车地点                          | 运营单位                                   | 主要目的地                                                                   |
| Terminal Jules Verne 拉德芳斯站东侧 | Flixbus                                    | 鲁昂、勒阿弗尔、卡昂、阿夫朗什、圣马洛、圣米歇尔山、维斯特雷阿姆、迪纳尔     |
| Terminal Jules Verne 拉德芳斯站东侧 | Isilines                                   | 鲁昂、勒阿弗尔                                                               |
| Terminal Jules Verne 拉德芳斯站东侧 | Ouibus                                     | 里昂、雷恩、里尔、图尔、波尔多、勒阿弗尔、圣布里厄、卡昂、多维尔、鲁昂、杜埃 |
| Terminal Jules Verne 拉德芳斯站东侧 | 巴黎西部巴士公司 Réseau de bus Express A14 | 芒特拉若利、塞纳河畔韦尔讷伊、莱米罗                                         |
| Terminal Jules Verne 拉德芳斯站东侧 | RATP/SNCF                                  | （当某条铁路线施工或罢工时，RATP或SNCF可能会提供途径该线路沿途站点的大巴车） |
| 1. 2. 3. 4. 5. 6.                   |                                            |                                                                              |

### 市内交通

#### 公交
| 拉德芳斯站附近的市内公共交通线路 |                | |
| 公交车站名称                     | 位置           | 停靠线路 |
| La Défense                       | 拉德芳斯站东侧 | - 巴黎城市公共交通 - 73路：拉德芳斯 ↔ 奥赛博物馆 - 141路：拉德芳斯 ↔ 吕埃-马尔迈松高中 - 159路：拉德芳斯 ↔ 楠泰尔-老桥城 - 174路：拉德芳斯 ↔ 圣旺站 - 178路：拉德芳斯 ↔ 热讷维利耶站 - 258路：拉德芳斯 ↔ 圣日耳曼昂莱站 - 272路：拉德芳斯 ↔ 萨特鲁维尔-戴高乐 - 275路：勒瓦卢瓦-佩雷-勒瓦卢瓦桥 ↔ 拉德芳斯 - 276路：阿涅尔-莱库尔蒂耶 ↔ 拉德芳斯 - 278路：布瓦科隆布-石楠林 ↔ 拉德芳斯 - 360路：拉德芳斯 ↔ 马尔讷拉科凯特-加尔什医院 - 科隆布城市公共交通 - 45路：拉德芳斯 （环线） - - N24路：沙特莱 ↔ 伯宗-大鹿 |
| 1.                               |                | |

## 临近车站
| 拉德芳斯站（Gare de la Défense） |                  |              |
| 上行车站                         | 线路             | 下行车站     |
| 库尔伯瓦站                       | 巴黎－凡尔赛铁路 | 皮托站       |
| 夏爾·戴高樂-星形站               | 大区快铁A线      | 楠泰尔省府站 |